# Sofian Chahed
Sofian Chahed (ur. 18 kwietnia 1983 w Berlinie Zachodnim) – tunezyjski piłkarz występujący na pozycji prawego obrońcy lub prawego pomocnika w Hannoverze 96.